# Hans Buhmann

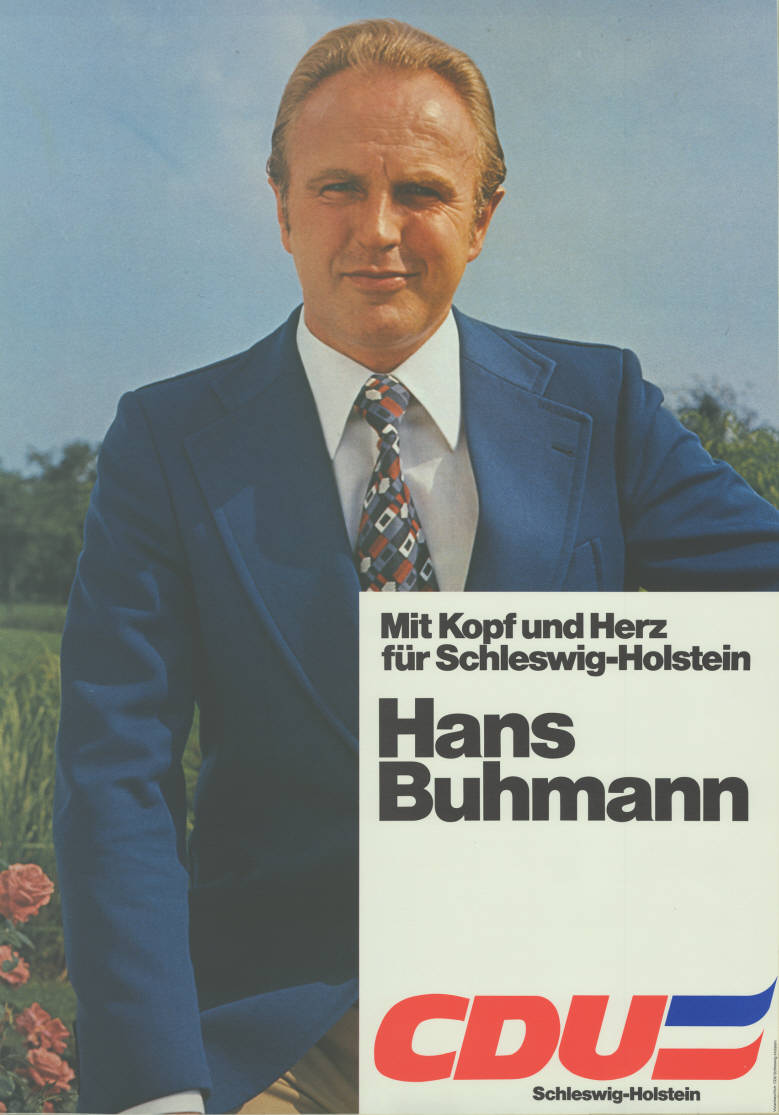
Kandidatenplakat zur Landtagswahl in Schleswig-Holstein 1979

Hans Buhmann (* 21. März 1936 in Schenefeld; † 11. März 2008) war ein deutscher Politiker (CDU).

## Leben
Buhmann besuchte das Gymnasium, absolvierte eine landwirtschaftliche Ausbildung, legte die Meisterprüfung ab, war Diplom-Ingenieur (agr.) und Diplom-Finanzwirt (FH). 1960 trat er in die CDU ein. Beruflich war er ab 1967 als Geschäftsführer des Deutschen Bauernverbandes im Kreis Steinburg tätig, ab 1974 als Kreisverbandsdirektor.
1970 wurde er zum Gemeindevertreter vom Schenefeld gewählt und war ab 1974 Bürgermeister. 1970 wurde er auch in den Kreistag des Kreises Steinburg gewählt, dem er bis 1990 angehörte.
Von 1975 bis 1992 war er Mitglied des Landtag Schleswig-Holsteins. 1975, 1979 und 1983 wurde er im Landtagswahlkreis Steinburg-Süd direkt gewählt; in den folgenden beiden Legislaturperioden zog er über die CDU-Landesliste in den Landtag ein.
Er gehörte einer Vielzahl von Ausschüssen an, darunter 1986 dem Untersuchungsausschuss Deponie Schönberg und 1987/1988 dem Untersuchungsausschuss Barschel/Pfeiffer, der die Barschel-Affäre untersuchte. 1989 nahm er an der 9. Bundesversammlung teil.
Buhmann war verheiratet und hatte zwei Kinder.

## Auszeichnungen
- Freiherr-vom-Stein-Medaille
- 1985: Bundesverdienstkreuz am Bande
- 1992: Bundesverdienstkreuz 1. Klasse

## Veröffentlichungen
- Schenefeld im 19. und 20. Jahrhundert – vom dänischen Gesamtstaat bis zur deutschen Einheit. Schenefeld 2001, ISBN 3-923457-60-X.